# Graphosoma
Graphosoma là một chi côn trùng thuộc họ Pentatomidae.

## Các loài
- Graphosoma consimile
- Graphosoma inexpectatum
- Graphosoma interruptum
- Graphosoma lineatum
- Graphosoma melanoxanthum
- Graphosoma rubrolineatum
- Graphosoma semipunctatum
- Graphosoma stali